# Nanzo-in
Nanzo-in (南蔵院) é um templo budista da seita Shingon na cidade de Sasaguri, prefeitura de Fukuoka, Japão. É notável por sua estátua de bronze de um Buda reclinado, considerada por diversas fontes a maior estátua de bronze do Buda no mundo. Outras fontes afirmam que provavelmente não é a maior estátua de bronze do mundo, nem a maior do Japão. No entanto, é possível que seja a maior estátua de um Buda reclinado feita em bronze do mundo.

## História
O templo Nanzo-in estava originalmente localizado em um complexo de templos no Monte Koya, um lugar muito central para o Budismo Shingon. O Monte Koya é importante porque foi povoado pelo monge Kukai (chamado Kobo Daishi após sua morte em 835). Kukai foi a fonte do que hoje é conhecido como a Seita Shingon do Budismo. No entanto, as autoridades antibudistas locais ameaçaram destruir o templo em 1886. O clamor público levou a um esforço de uma década para que o templo fosse transferido para Sasaguri. Foi movido em 1899, sob a liderança do sacerdote de Sasaguri, Hayashi Satoshiun. O templo Nanzo-in é o local principal entre os 88 templos que compõem a rota de peregrinação Sasaguri, uma das três famosas peregrinações a pé no Japão.
O templo Nanzo-in pertence à escola esotérica do Budismo Shingon. Esta seita gira em torno da natureza e das montanhas, então a maioria dos templos Shingon, como o Nanzo-in, estão escondidos em florestas ou no topo das montanhas. Mais de um milhão de pessoas visitam Nanzo-in todos os anos, muitos dos quais vêm ao templo para completar a peregrinação de três dias a Sasaguri. A peregrinação tem 44 quilômetros de extensão, e muitos dos locais na rota situam-se nas encostas do Monte Wakasugi, localizado próximo ao Templo Nazo-in. Existem 88 locais ao longo da rota de peregrinação, 26 dos quais são templos inteiros, enquanto o resto possui menor grandeza, como pedras memoriais e pequenas estátuas. Muitos dos templos têm salas de chá e áreas de descanso para aqueles em peregrinação.
Hoje, o templo e seus arredores recebem anualmente mais de 1 milhão de visitantes.

### Loteria
Um sacerdote chefe do templo Nanzo-in uma vez ganhou a loteria depois de colocar seu bilhete ao lado de uma estátua de Daikoku. O templo afirma que outros que fizeram um esforço semelhante também ganharam na loteria, trazendo associações do templo com sorte e bilhetes de loteria.

## Buda Reclinado
A estátua do Buda Reclinado, conhecida como Nehanzo ou Shaka Nehan ("Nirvana"), tem 41 metros de comprimento, 11 metros de altura e pesa quase 300 toneladas. Foi construída em 1995. A estátua retrata Buda no momento da morte e alcançando o nirvana.
O interior contém as cinzas de Buda e de dois discípulos budistas, Ananda e Maudgalyayana. Essas relíquias, bem como o Buda em si, foram um presente do Conselho Budista de Myanmar como agradecimento pelas doações da seita Shingon de suprimentos médicos, ajuda financeira e humanitária para crianças do Nepal e Myanmar.
Há três poses básicas para estátuas de Buda, sentadas, em pé e reclinadas. No Japão, o tipo mais comum é a postura sentada, representando o Buda meditando, o menos comum é a postura reclinada que representa o Buda no ponto de sua morte, entrando no Nirvana (nehan em japonês). O Buda Reclinado é muito mais comum em países do sudeste asiático, como Tailândia, Laos e especialmente Mianmar.
Dentro da escultura, a areia de cada um dos 88 santuários que compõem a peregrinação de Shikoku está armazenada abaixo de tijolos em um corredor estreito. Em frente a estátua existem diversas colunas que representam cada dia do ano, organizadas em formato de grade. As linhas presentam os meses e as colunas os dias. As pessoas usam as colunas para enviar mensagens aos seus ancestrais e aos perdidos. A mensagem é escrita em um pedaço de papel e colocada dentro do frasco correspondente ao dia da morte da pessoa.
Todos os anos, centenas de budistas se reúnem para limpar a estátua usando folhas de bambu amarradas a postes de cinco metros.
Também existe uma estátua de 10 metros de Acala na entrada do templo.

## Funerais
O templo Nanzo-in possui 4 315 nokotsudo, locais onde são armazenados os ossos dos mortos. O templo tem uma estrutura de taxas não tradicional para os restos mortuários. Primeiro, está aberto a todas as seitas do Budismo e até mesmo aos vestígios do Xintoísmo. Em segundo lugar, muitos templos budistas contam com uma taxa mensal para alojar os ossos do falecido, que são então descartados após um determinado período de tempo. O Templo Nanzo-in cobra uma taxa, que cobre 200 anos.